# Ле-Рьяле
Ле-Рьяле́ (фр. Le Rialet, окс. Lo Rialet) — коммуна во Франции, находится в регионе Юг — Пиренеи. Департамент — Тарн. Входит в состав кантона Мазаме-2 Валле-дю-Торе. Округ коммуны — Кастр.
Код INSEE коммуны — 81223.

## География
Коммуна расположена приблизительно в 590 км к югу от Парижа, в 85 км восточнее Тулузы, в 50 км к юго-востоку от Альби.

## Климат
Климат умеренно-океанический. Зима мягкая и дождливая, лето жаркое с частыми грозами. Ветры довольно редки.

## Население
Население коммуны на 2010 год составляло 52 человека.
| 1962 | 1968 | 1975 | 1982 | 1990 | 1999 | 2010 |
| ---- | ---- | ---- | ---- | ---- | ---- | ---- |
| 85   | 72   | 51   | 60   | 55   | 40   | 52   |

## Администрация
| Период | Период | Фамилия       | Партия | Примечания |
| ------ | ------ | ------------- | ------ | ---------- |
| 1934   | 1971   | Франсуа Берри |        |            |
| 1971   | 1995   | Бернар Рено   |        |            |
| 1995   | 2001   | Жак Берри     |        |            |
| 2001   | 2008   | Франсис Бузак |        |            |
| 2008   | 2020   | Мишель Кастан |        |            |

## Экономика
В 2007 году среди 25 человек в трудоспособном возрасте (15—64 лет) 16 были экономически активными, 9 — неактивными (показатель активности — 64,0 %, в 1999 году было 62,1 %). Из 16 активных работали 14 человек (9 мужчин и 5 женщин), безработных было 2 (1 мужчина и 1 женщина). Среди 9 неактивных 1 человек был учеником или студентом, 4 — пенсионерами, 4 были неактивными по другим причинам.

## Фотогалерея

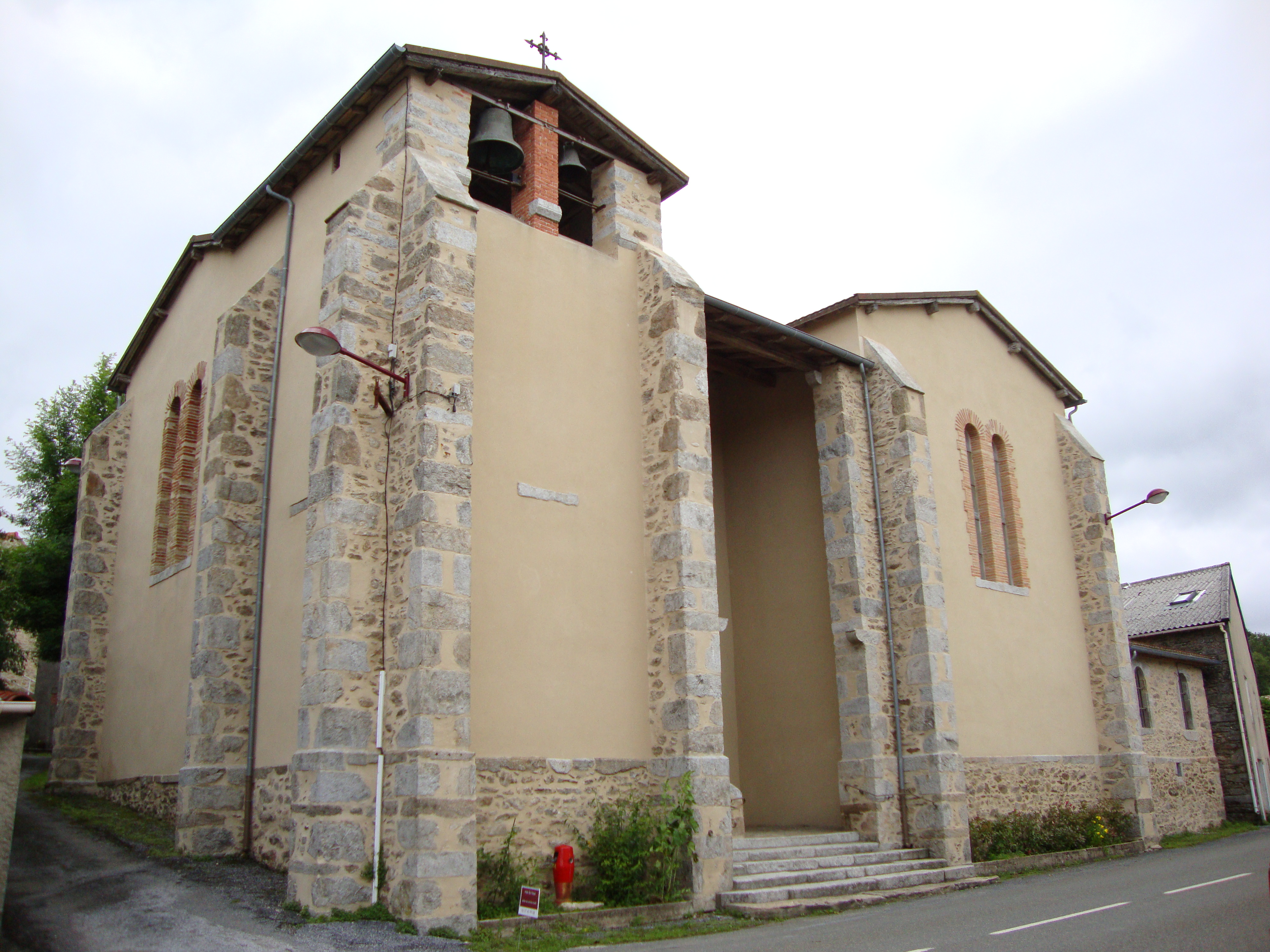
Церковь Рождества Пресвятой Богородицы
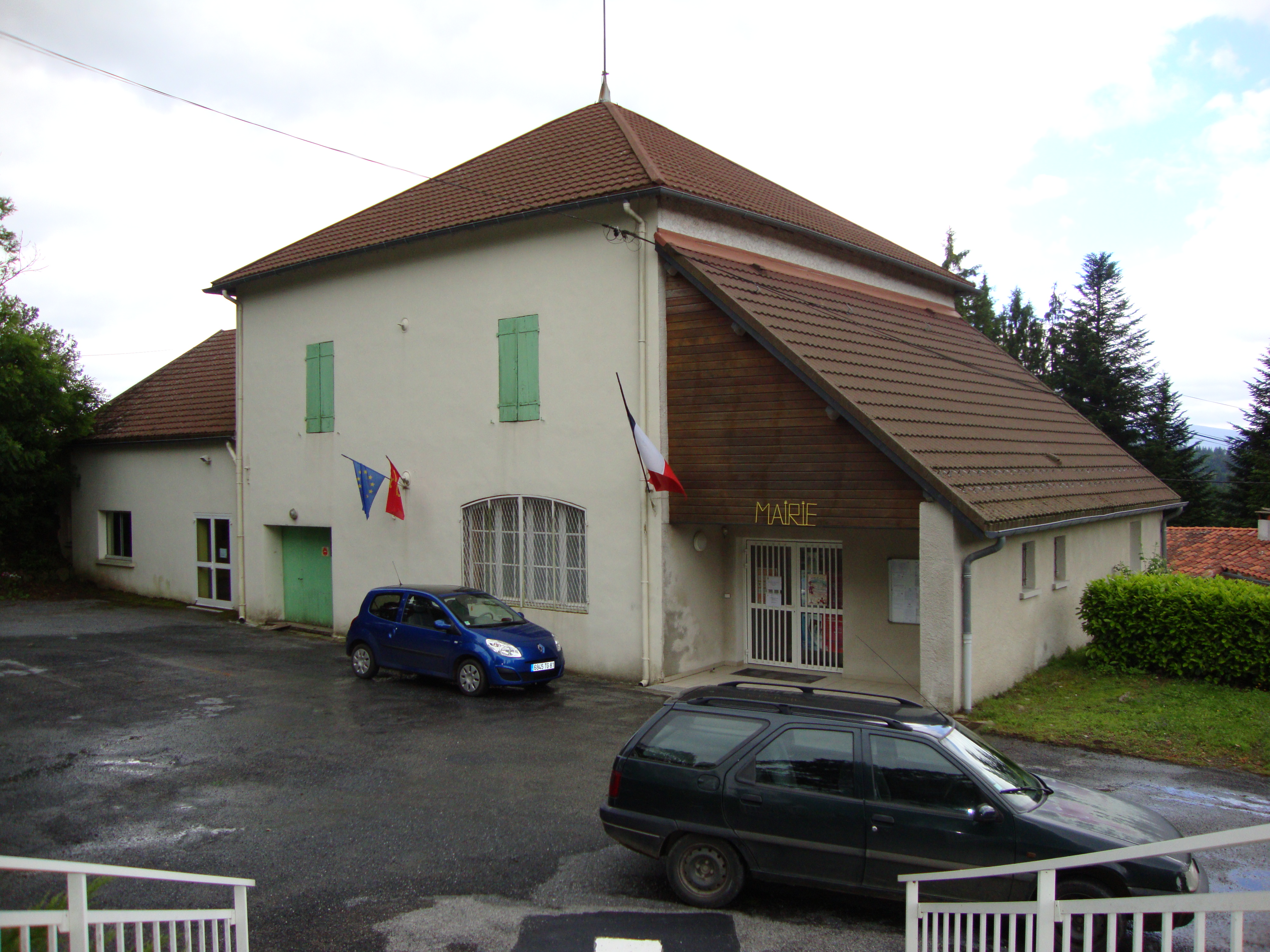
Мэрия
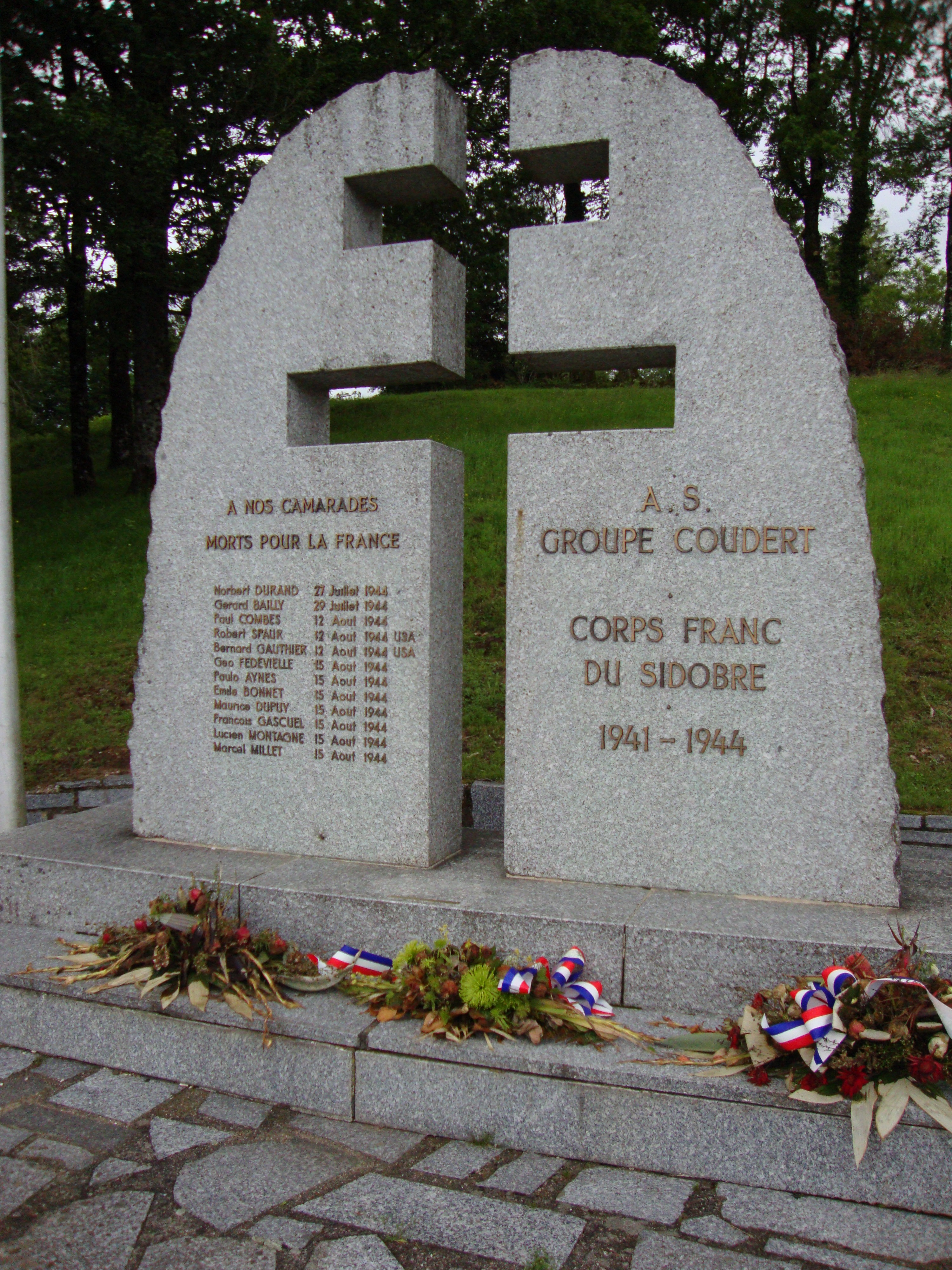
Военный мемориал
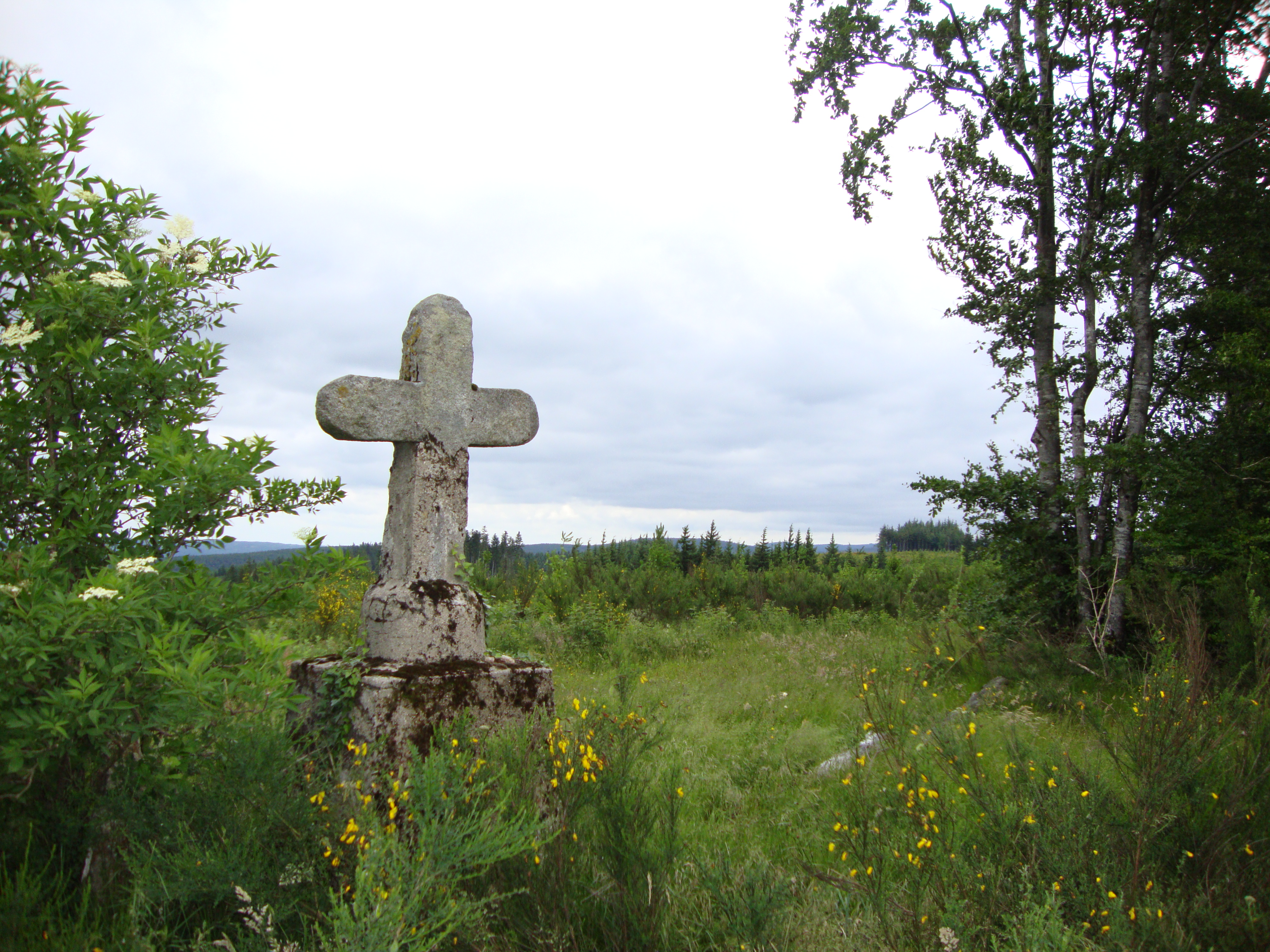
Крест в лесу
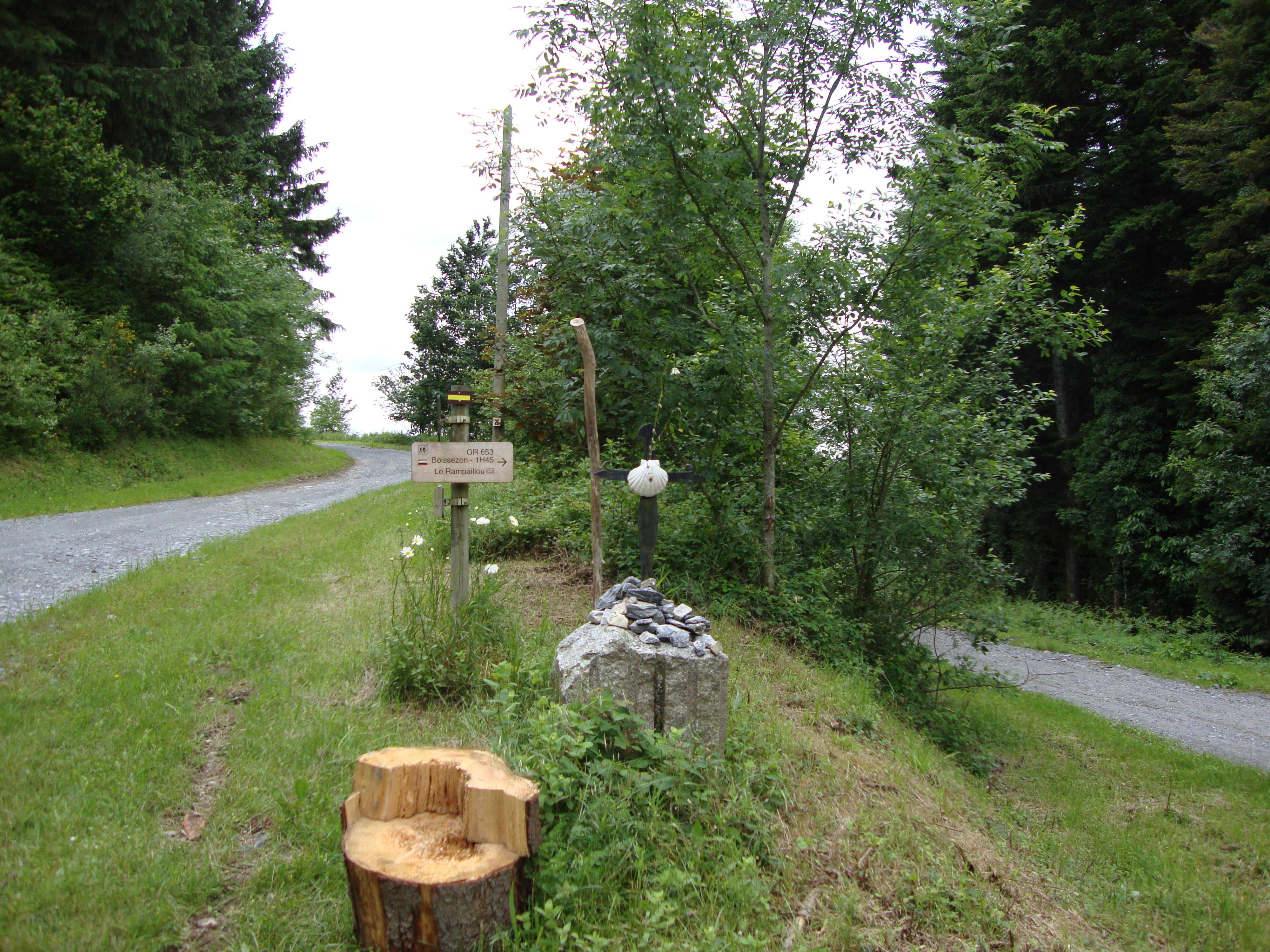
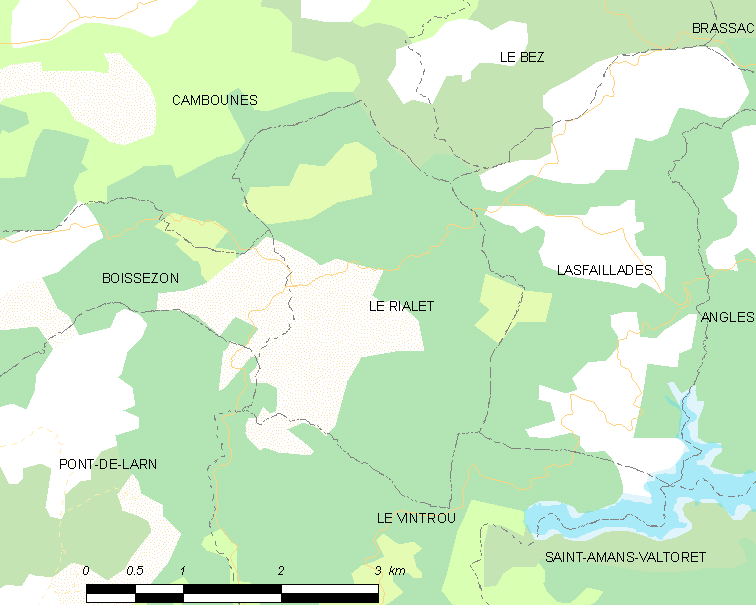
Карта коммуны